# Marsvinslöss
Marsvinslöss (Trimenoponidae) är en familj av insekter. Marsvinslöss ingår i ordningen djurlöss, klassen egentliga insekter, fylumet leddjur och riket djur.